# Anisodus
Anisodus ist eine Pflanzengattung aus der Familie der Nachtschattengewächse (Solanaceae). Sie besteht aus vier Arten, die vor allem in China verbreitet sind.

## Beschreibung

### Vegetative Merkmale
Die Anisodus-Arten sind ausdauernde, krautige Pflanzen, die mittels einer fleischigen, rübenförmigen Wurzel überdauern. Sie werden (selten nur 0,4) 1 bis 1,5 m hoch, sind unbehaart oder fein behaart. Die Blattspreiten der Laubblätter sind eiförmig, elliptisch oder breit lanzettlich, 8 bis 15 cm lang. Sie sind ganzrandig, gewellt oder unregelmäßig gezähnt.

### Blüten
Die Blüten stehen einzeln und nickend in den Achseln an 1,5 bis 8 (11) cm langen Blütenstielen. Der radiärsymmetrische Kelch ist breit glockenförmig oder leicht urnenförmig, dick und filzig, etwa 20 bis 35 (40) mm lang und damit so lang oder leicht länger als die Kronröhre. Der Kelch ist mit fünf unregelmäßigen Kelchzähnen besetzt, diese sind kurz, breiter als lang, unterschiedlich geformt und auffällig mit zehn Rippen durchzogen. Die Krone ist breit glockenförmig oder glocken-urnenförmig, hat eine Länge von 20 bis 40 (45) mm, besitzt fünf gleichgestaltige Kronzipfel, die deutlich breiter als lang sind und damit 1/3 bis 1/4 der Länge der Kronröhre haben und geöhrt und umgebogen sind.
Die gleichgestaltigen Staubblätter stehen über die Krone hinaus, die Staubbeutel sind (5) 5,5 bis 6,5 (7) mm lang, die geraden, mit kurzen Trichomen besetzten Staubfäden sind bis zu 1,5 mal länger als die Staubbeutel und nahe dem unteren Rand der Krone an dieser fixiert. Die Pollen sind mit 43,5 bis 48,5 µm mittelgroß.
Der Fruchtknoten ist konisch, die Narbe scheibenförmig, die Nektarien ringförmig, dick und hervortretend.

### Früchte und Samen

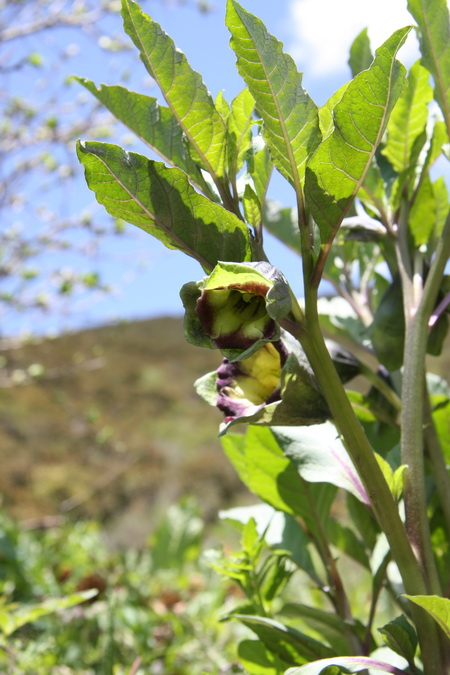
Anisodus tanguticus

Die Früchte sind Pyxidien, eine Sonderform der Kapselfrüchte, diese sind kugelförmig und nur 1/2 bis 1/4 so lang wie der sich vergrößernde, gerippte, 3,5 bis 7,5 cm lange Kelch. Die Samen sind 3 bis 4 mm lang, die Samenoberfläche ist kleingrubig.

### Sonstige Merkmale
Die Basischromosomenzahl ist {\displaystyle x=12}.

## Vorkommen
Die vier Arten der Gattung kommen in den Bergen Nepals, Indiens, Bhutans und Chinas vor, dort wachsen sie in Höhen zwischen 2.000 und 4.500 m. Zwei Arten (Anisodus acutangulus und Anisodus carniolicoides) sind ausschließlich in China zu finden. Eine Art (Anisodus tanguticus) kommt in Nepal, Tibet und China vor. Die meistverbreitete Art, Anisodus stramoniifolius, ist in allen vier Ländern zu finden.

## Systematik
Die Gattung besteht aus vier Arten:
- Anisodus acutangulus C.Y. Wu & C. Chen: Südwestliches Sichuan, nordwestliches Yunnan.[1]
- Anisodus carniolicoides (C.Y. Wu & C. Chen) D’Arcy & Zhang: Südöstliches Qinghai bis Sichuan und nordwestliches Yunnan.[1]
- Anisodus stramoniifolius (Wall.) G.Don (Syn.: Anisodus luridus Link): Himalaja bis Sichuan und nordwestliches Yunnan.[1]
- Anisodus tanguticus (Maxim.) Pascher: Nepal, Qinghai, Tibet und zentrales China.[1]

Die Typusart ist Anisodus luridus.